# Omelet (album)
Omelet è l'ultimo album in studio del gruppo musicale Omelet.

## Il disco
Uscito tre anni dopo sotto il nome di "Omelet", l'album si distacca dal precedente Biancaneve nella jungla accogliendo generi molto in voga ai tempi come la disco e il funk.
Il gruppo ha partecipato come esordiente alla trentesima edizione del Festival di Sanremo col singolo "Amor Mio... sono me!/Il Tipo Mio.

## Tracce
1. Un Po' Più D'Amore – 4:45
2. Il Tipo Mio – 3:43
3. Donna, Donna – 3:40
4. Rodolfo Valentino – 4:30
5. So Che Mi Ami – 4:32
6. Io, Tu e Il Caro Collie – 4:10
7. Tesoro – 3:13
8. Amor Mio... sono me! – 4:10

## Formazione
- Pino Scarpettini (voce)
- Paola Rosmini (voce)
- Stefania Mattoccia (voce)
- Tony Rosati (voce)
- Maurizio Bassi (direttore d'orchestra, arrangiatore)